# Imaginarna jedinica
Imaginarna jedinica ili jedinični imaginarni broj ({\displaystyle i}) je uvedena vrijednost koja pruža valjana rješenja kvadratne jednadžbe {\displaystyle x^{2}+1=0}. Rješenja ove jednadžbe su vrijednosti {\displaystyle \pm {\sqrt {-1}}}, što je nedefinirana operacija za skup realnih brojeva.  Konstanta {\displaystyle i} koristi se za proširenje skupa realnih brojeva kako bi rješenje gornje jednadžbe postalo definirano. Skup brojeva koji se dobiva proširenjem naziva se skup kompleksnih brojeva. Ovo proširenje definira rješenja nultočki svih ne-konstantnih polinoma.
Broj {\displaystyle i} definira se kao {\displaystyle i={\sqrt {-1}}} odnosno {\displaystyle i^{2}=-1} .
Imaginarni broj definira se kao kompleksni broj čiji je kvadrat neki realni broj.
Kompleksni broj je algebarski izraz koji ima realni dio i imaginarni dio, oblika {\displaystyle a+bi}, gdje je a realni dio, a b je imaginarni dio kompleksnoga broja.